# Lekovi protiv gojaznosti
Lekovi protiv gojaznosti ili lekovi za gubljenje telesne težine su farmakološki agensi koji redukuju ili kontrolišu telesnu težinu. Ovi lekovi menjaju jedan od fundamentalinh procesa ljudskog tela, regulaciju težine, putem promene apetita ili apsorpcije kalorija. Glavni načini tretmana prekomerne težine i gojaznosti su i dalje dijeta i fizičko vežbanje.
FDA je do sada odobrila za dugotrajnu upotrebu samo jedan lek protiv gojaznosti, orlistat (Xenical). On umanjuje intestinalnu apsorpciju masti putem inhibiranja pankreasne lipaze. Rimonabant (Acomplia), jedan drugi lek, deluje putem specifične blokade endokanabinoidnog sistema. On je razvijen polazeći od činjenice da pušači kanabisa često osećaju glad. Taj lek je bio odobren u Evropi za tretman gojaznosti, međutim iz bezbednosnih razloga nije odobren u SAD i Kanadi. Evropska medicinska agencija je oktobra 2008 preporučila suspenziju prodaje rimonabanta jer je zaključeno da rizici nadmašuju korist. Sibutramin (Meridia) deluje putem inhibicije deaktivacije neurotransmitera u mozgu, čime se umanjuje apetit. Taj lek je povučen sa tržišta u SAD i Kanadi oktobra 2010 zbog mogućih kardiovaskularnih problema.
Zbog potencijalnih nuspojava, preporučuje se da se lekovi protiv gojaznosti propisuju samo u slučajevima kada se smatra da korist nadmašuje rizike.

## Literatura
- Boss, Olivier; Hofbauer, Karl G. (2004). Pharmacotherapy of obesity: options and alternatives. Boca Raton: CRC Press. ISBN 978-0-415-30321-7.

## Spoljašnje veze
- Архивирано на веб-сајту  (13. јануар 2009)